# Szorce (gromada)
Szorce – dawna gromada, czyli najmniejsza jednostka podziału terytorialnego Polskiej Rzeczypospolitej Ludowej w latach 1954–1972.
Gromady, z gromadzkimi radami narodowymi (GRN) jako organami władzy najniższego stopnia na wsi, funkcjonowały od reformy reorganizującej administrację wiejską przeprowadzonej jesienią 1954 do momentu ich zniesienia z dniem 1 stycznia 1973, tym samym wypierając organizację gminną w latach 1954–1972.
Gromadę Szorce z siedzibą GRN w Szorcach utworzono – jako jedną z 8759 gromad – w powiecie monieckim w woj. białostockim, na mocy uchwały nr 19/V WRN w Białymstoku z dnia 4 października 1954. W skład jednostki weszły obszary dotychczasowych gromad Szorce, Nowa Wieś i Krynica ze zniesionej gminy Trzcianne w tymże powiecie. Dla gromady ustalono 17 członków gromadzkiej rady narodowej.
31 grudnia 1961 z gromady Szorce wyłączono wieś Nowa Wieś, PGR Nowa Wieś, kolonie: Podlasek,
Nowa Wieś, Majdan i Stójka oraz gajówkę Pogorzały włączając je do gromady Trzcianne, po czym gromadę Szorce zniesiono włączając jej (pozostały) obszar do nowo utworzonej gromady Wyszowate.